# Farhad Fatkullin
Farhad Fatkullin (en tártaro: Фаткуллин Фәрһад Hаил улы, en ruso: Фархад Наилевич Фаткуллин; nacido el 2 de noviembre de 1979) es un activista social ruso de Tatarstán, conocido por sus actividades en la promoción del movimiento Wikimedia entre los pueblos de la Federación de Rusia que no hablan ruso. Por eso, fue declarado Wikipedista del año 2018. Generalmente, es un intérprete simultáneo profesional que anteriormente sirvió para el expresidente de Tatarstan Mintimer Shaimiev.

## Biografía

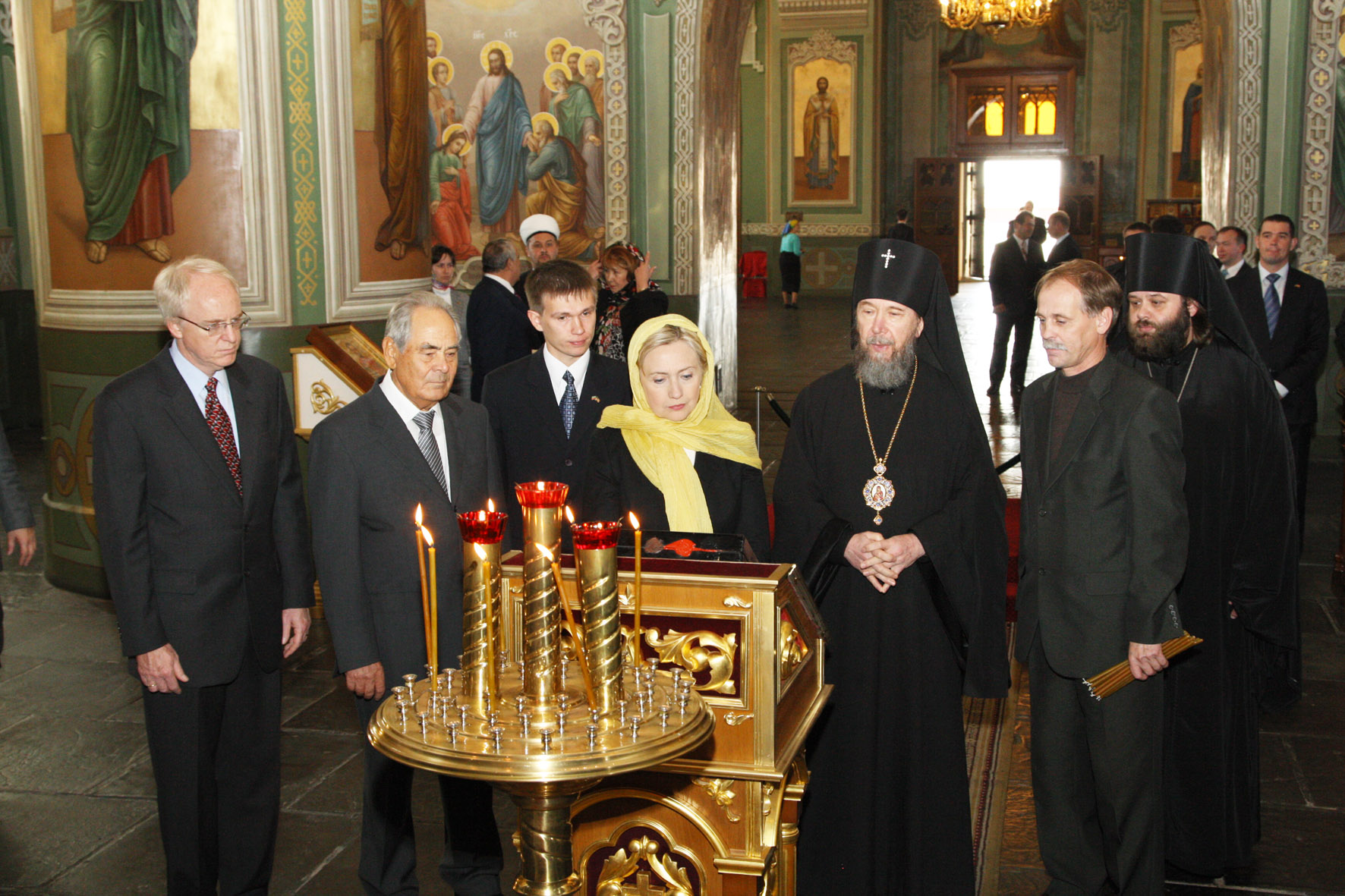
Mintimer Shaimiev, Farhad Fatkullin y Hillary Clinton (2009)

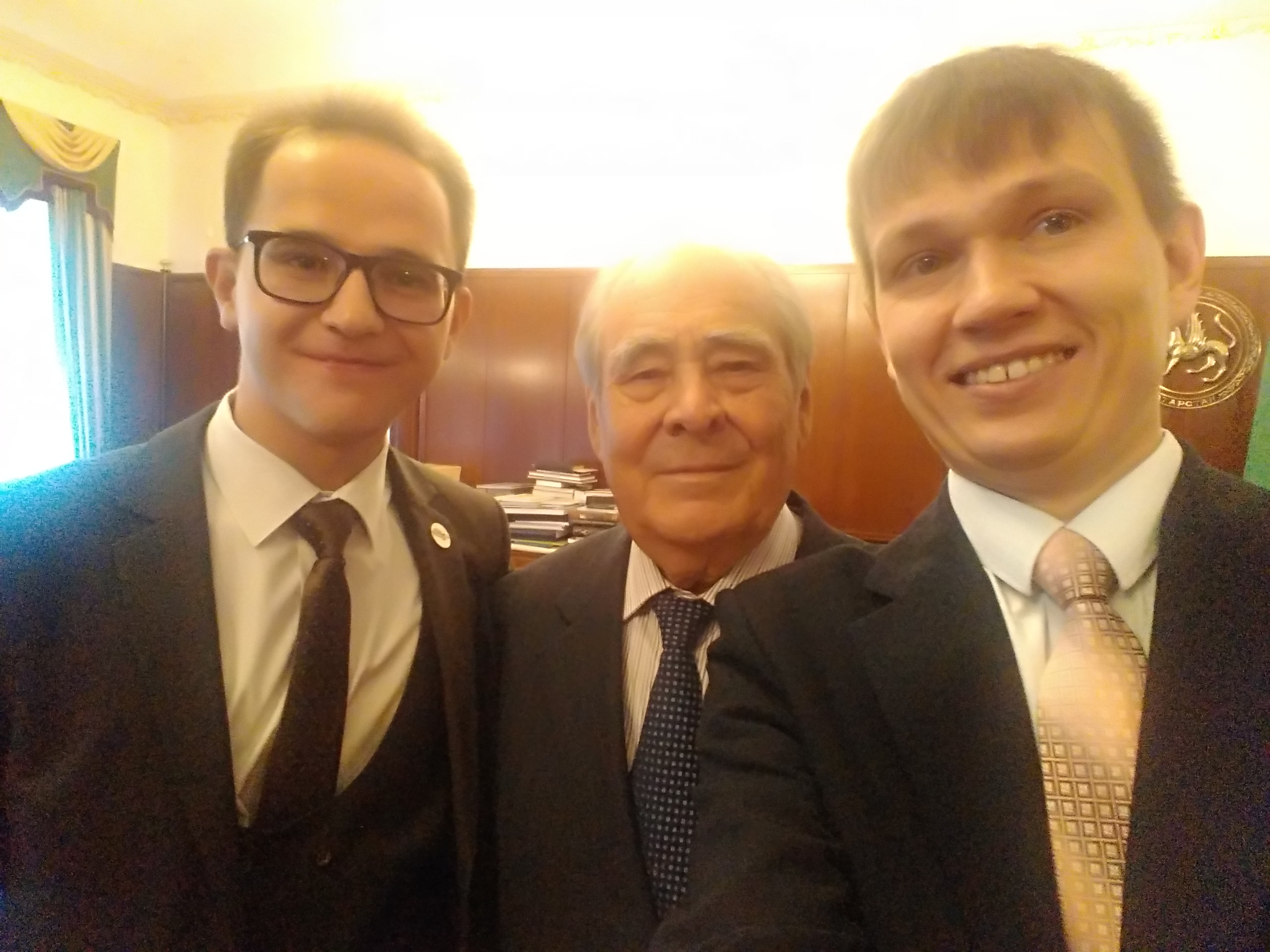
Celebración de reunión con Mintimer Shaimiev sobre proyecto Smart region

Fatkullin nació el 2 de noviembre de 1979 en Kazán. Está casado y tiene dos hijos.

### Educación
- 1986-1993: Kazan High School №123 con un estudio en profundidad del idioma francés.
- 1993-1997: Escuela secundaria tártaro-turca Ertugrul Gazi, Kazán.
- 1995–1997: Clayton High School, Misuri, EE. UU.
- 1997–2002: Instituto de Economía y Finanzas del Estado de Kazán, Economía de la empresa — Gestión financiera.
- 2004–2008: Instituto de Conocimientos Sociales y Humanitarios, Kazán, facultad de interpretación.[5]

Habla tártaro, ruso, inglés, francés, turco e italiano.

### Actividades profesionales
Profesor de "Gestión de Riesgos" (en inglés) en el Instituto de Economía y Finanzas del Estado de Kazan (Rusia) y en la Universidad Estatal de Nueva York en Cantón (EE. UU).
Intérprete del sector de la traducción, Departamento de Protocolo de Estado de la Administración Presidencial de la República de Tartaristán.
Tiene un extenso historial de muchas otras actividades de traducción en numerosos eventos políticos, educativos, culturales y comerciales.

## Proyectos actuales de Wikimedia
- Selet WikiEscuela
- Región inteligente

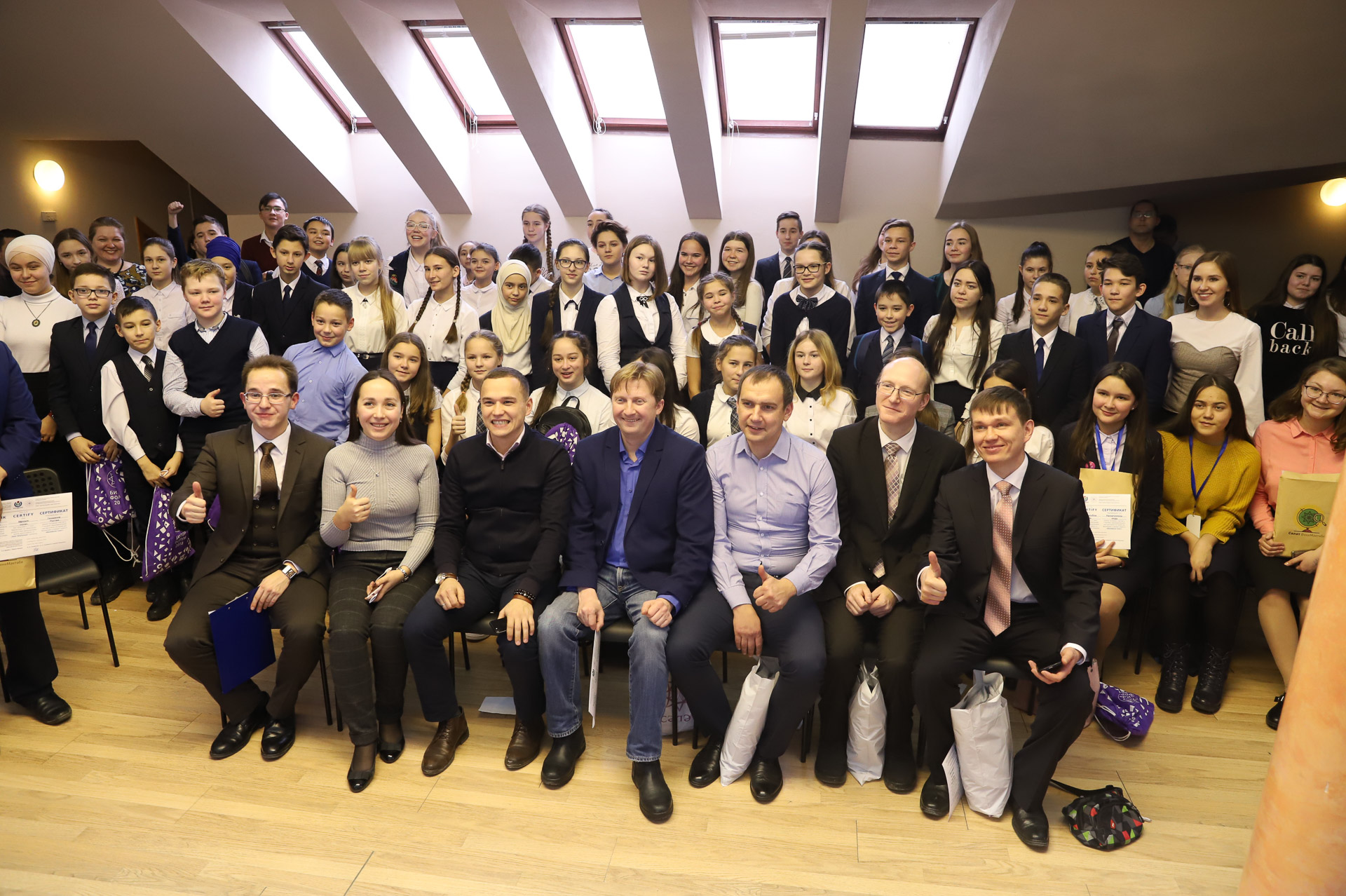
Sesión de resumen del año 2018 en Selet WikiSchool

- Comunidad de Wikimedia del grupo de usuarios de idioma tártaro
- Wikimedia Rusia[9]

Farhad participa en una gran cantidad de iniciativas de voluntariado relacionadas con el movimiento global de Wikimedia y con el desarrollo de Wikipedias en idiomas de Rusia. En 2018, en el momento en que Jimmy Wales anunció su premio Wikimedista del año en Wikimania en Ciudad del Cabo, Farhad estaba ocupado en casa traduciendo simultáneamente la transmisión en vivo de Wikimania para los wikipedistas rusos (sin saber que iba a ser galardonado).

### Entrevistas
- Wikimedian del año 2018, Farkhad Fatkullin - Wikipedia Signpost, 30 de agosto de 2018
- «People who criticize Wikipedia are absolutely right…». Realnoe Vremya. 2 de agosto de 2018.
- Conjunto de entrevistas en video en Facebook (17 de agosto de 2018)
- Farhad Fatkullin, Wikimedian of the Year 2018, mira hacia atrás en sus éxitos y anticipa lo que sigue - Wikmedia News, 14 de agosto de 2019